# Streptocaulus pulcherrimus
Streptocaulus pulcherrimus is een hydroïdpoliep uit de familie Aglaopheniidae. De poliep komt uit het geslacht Streptocaulus. Streptocaulus pulcherrimus werd in 1883 voor het eerst wetenschappelijk beschreven door Allman. 